# Henry Campbell-Bannerman
Sir Henry Campbell-Bannerman (Glasgow, 7 settembre 1836 – Londra, 22 aprile 1908) è stato un politico britannico, membro del Partito Liberale.
Conosciuto come CB, era un convinto sostenitore del libero scambio, dell'Irish Home Rule Movement e del miglioramento delle condizioni sociali: è stato chiamato "Il primo e l'unico radicale Primo Ministro". Campbell-Bannerman ha portato il partito liberale ad una vittoria schiacciante sul partito conservatore nelle elezioni generali del 1906. Il governo che guidò introdusse una legislazione per garantire che i sindacati non potessero essere responsabili per i danni subiti durante gli scioperi e per fornire pasti scolastici gratuiti per i bambini.

## Biografia

### I primi anni
Henry Campbell-Bannerman (1836–1908) è nato a Kelvinside House a Glasgow, in Scozia come Henry Campbell, il secondo figlio e il più giovane dei sei figli di James Campbell di Stracathro (1790-1876) e sua moglie Janet Bannerman (d. 1873). James Campbell aveva iniziato a lavorare in giovane età nel settore del commercio di abbigliamento a Glasgow, prima di entrare in società con il fratello nel 1817 per fondare la J. & W. Campbell & Co. James è stato eletto come membro del Consiglio Comunale di Glasgow nel 1831 e si ergeva come un candidato conservatore per la circoscrizione di Glasgow nelle elezioni generali del 1837 e del 1841 prima di presiedere come Lord Provost di Glasgow dal 1840 al 1843. Il fratello maggiore di Henry, James, fu il deputato conservatore del Parlamento per la Glasgow and Aberdeen Universities dal 1880 al 1906. Nel 1871 Henry Campbell divenne Henry Campbell-Bannerman, l'aggiunta del cognome Bannerman fu un requisito del testamento di suo zio, Henry Bannerman, da cui ha ereditato la tenuta di Hunton Corte nel Kent.
Campbell-Bannerman ha studiato alla High School di Glasgow (1845-1847), all'Università di Glasgow (1851), e al Trinity College di Cambridge (1854-1858). Dopo la laurea, è entrato nello studio di famiglia J. & W. Campbell & Co., con sede a Glasgow Ingram Street, divenendone socio nel 1860. Dopo il matrimonio nel medesimo anno con Sarah Charlotte Bruce, stabilirono la loro residenza a 6 Gardens Claremont nel quartiere di Park, nel quartiere West End di Glasgow. La coppia non ebbe figli.
Campbell-Bannerman parlava francese, tedesco e italiano, e ogni estate lui e sua moglie trascorrevano un paio di mesi in Europa, di solito in Francia o presso la città termale di Marienbad, in Boemia

### Membro del parlamento
Nell'aprile del 1868, all'età di 31 anni, Campbell-Bannerman si presentò come membro del partito liberale nella circoscrizione di Stirling Burghs, ma venne sconfitto John Ramsay. Ad ogni modo, alle elezioni del 1868, Campbell-Bannerman sconfisse Ramsay e venne eletto alla camera dei comuni come membro per Stirling Burghs ove rimase per i successivi 40 anni.
Campbell-Bannerman raggiunse presto il rango ministeriale, venne nominato Segretario finanziario dell'Ufficio di Guerra nel governo di Gladstone nel novembre del 1871 prestando servizio in questa posizione sino al 1874. Egli venne nominato alla medesima posizione dal 1880 al 1882 nel secondo governo Gladstone per poi divenire Segretario parlamentare e finanziario dell'Ammiragliato tra il 1882 ed il 1884, sino a quando non venne promosso a Capo Segretario per l'Irlanda nel 1884.
Nel terzo ministero Gladstone nel 1886 e dal 1892 al 1894 così come nel ministero Rosebery dal 1894 al 1895, fu Segretario di Stato per la Guerra. Durante questo periodo persuase il Duca di Cambridge, cugino della regina Vittoria, a dare le proprie dimissioni da comandante in capo dell'esercito britannico, il che gli valse il cavalierato.

### Leader del Partito Liberale

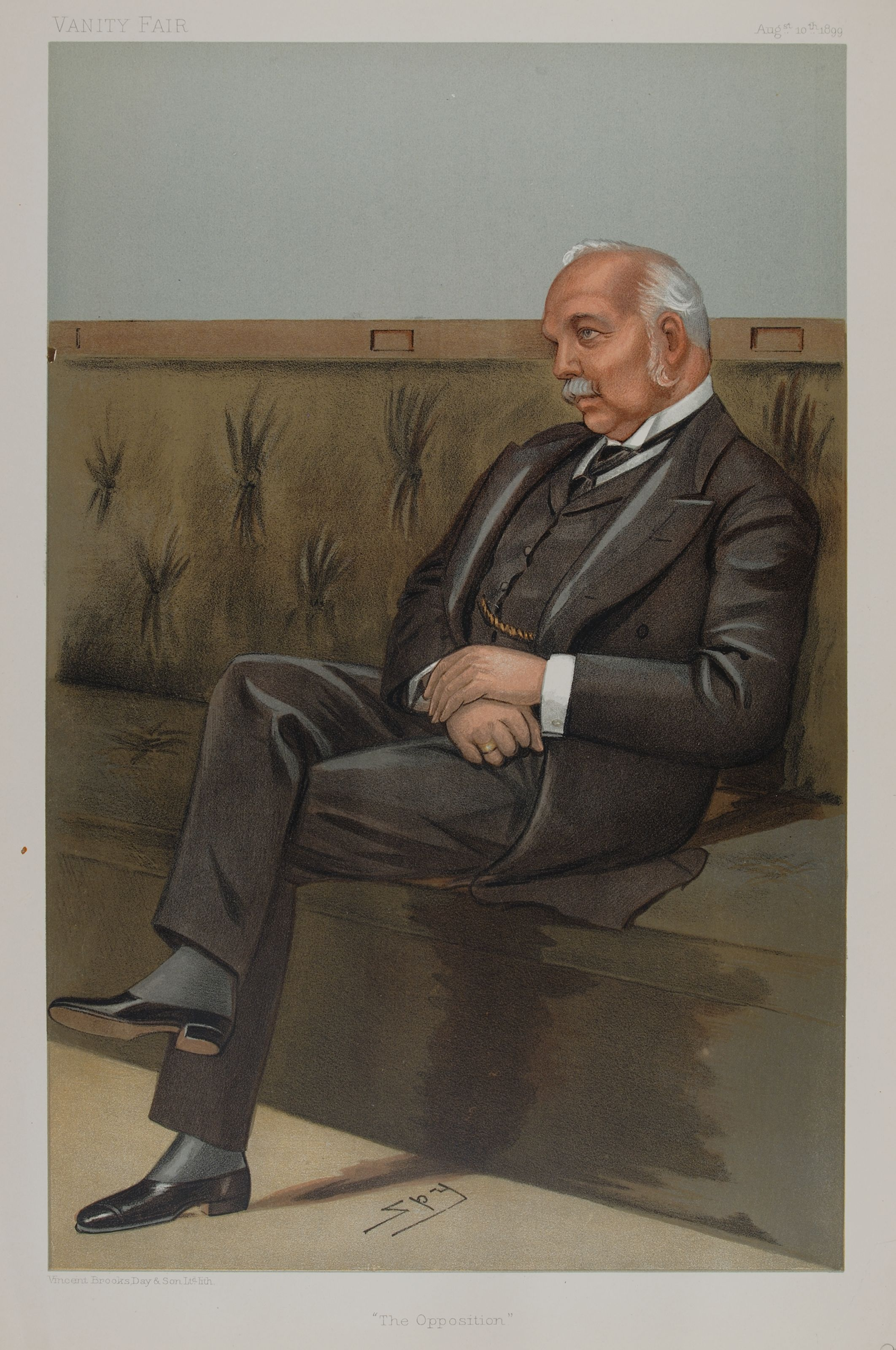
Henry Campbell-Bannerman in una vignetta del Vanity Fair del 1899

Il 6 febbraio 1899 Campbell-Bannerman succedette a Sir William Vernon Harcourt come leader dei liberali alla Camera dei Comuni e leader dell'opposizione. La Seconda guerra boera del 1899 divise i liberali tra imperialisti e pro-boeri, lasciando a Campbell-Bannerman il difficile compito di tenere insieme le varie correnti del partito, che venne quindi sconfitto alle "khaki election" del 1900. Ad ogni modo il partito liberale fu in grado di unificare i propri sforzi sull'Education Act 1902 e sulla Brussels Sugar Convention del 1902, nella quale la Gran Bretagna e nove altre nazioni tentarono di stabilizzare il prezzo mondiale dello zucchero fondando una commissione col compito di investigare circa le esportazioni e decidere le penalità da applicare. Il governo conservatore di Arthur Balfour aveva tentato di controbattere con sussidi alle Indie Occidentali e con i principali produttori di zucchero ma senza successo. In un discorso al Cobden Club il 28 novembre 1902, Campbell-Bannerman denunciò la convenzione come attentato alla sovranità britannica:
"Essa significa che noi dobbiamo abbandonare la nostra indipendenza fiscale, insieme alle linee di libero commercio che abbiamo inaugurato... dobbiamo controbatterla, ristabilendo l'ordine delle cose, perché ora anche il Cancelliere dello Scacchiere obbedisce a ciò che dice questa convenzione. Di tutti gli schemi commerciali che si possono offrire ad un paese libero questo è certamente il più pazzo."
Campbell-Bannerman, come del resto tutti i liberali, fu in quegli anni un fiero sostenitore del libero commercio. In un discorso a Bolton datato 15 ottobre 1903, egli spiegò dettagliatamente i motivi che spingevano lui e il suo partito a sostenere il "free trade":
"Siamo soddisfatti di questo diritto perché è il modo più libero per dare alle energie individuali ed all'iniziativa la maggiore possibilità di espressione, sia al produttore che al consumatore. Noi siamo soliti dire che il commercio viene danneggiato quando non gli si permette di prendere il suo normale corso o quando viene ostacolato con incagli artificiali... Noi crediamo nel libero commercio perché crediamo nella capacità dei nostri uomini. Questo dunque è il motivo perché mi oppongo al protezionismo, velato e non, univoco o reciproco. Mi oppongo ad esso in ogni sua forma. Abbiamo di fronte a noi l'esperienza di cinquant'anni di libero commercio nel quale la nostra prosperità è l'invidia del mondo intero."
Nel 1903, il liberale Herbert Gladstone negoziò un patto con Ramsay MacDonald della commissione laburista con l'intento di convincere alcuni candidati liberali a fare un passo indietro per favorirne altri laburisti in cambio di un'alleanza parlamentare. Questo tentativo di minare il partito conservatore divenne noto col nome di "Patto Gladstone-MacDonald". Campbell-Bannerman lavorò attivamente coi laburisti al punto da giungere nel 1903 ad affermare: "siamo uniti e in simpatia coi rappresentanti dei laburisti. Ne abbiamo molti alla Camera dei Comuni". Malgrado questo commento e le sue simpatie per molti elementi del partito, egli non fu mai un socialista.

### Primo ministro

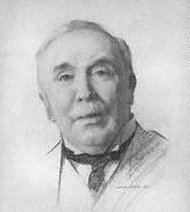
Un ritratto di Henry Campbell-Bannerman

I liberali ritornarono al potere nel dicembre del 1905 quando Arthur Balfour diede le dimissioni da primo ministro, spingendo Edoardo VII a chiedere a Campbell-Bannerman di formare un nuovo governo di minoranza, come primo primo ministro liberale del XX secolo. Balfour aveva sperato che Campbell-Bannerman non fosse in grado di formare un governo forte, e che egli avrebbe avuto tutto il tempo di organizzare il proprio partito al meglio per le successive elezioni. Campbell-Bannerman ad ogni modo ebbe problemi anche col proprio partito o meglio con la cosiddetta "Relugas Compact" tra H. H. Asquith, Sir Edward Grey e Richard Haldane, i quali avevano pianificato di forzarlo al passaggio alla Camera dei Lords, indebolendolo nella sua carica di primo ministro e permettendo a tutti gli effetti a Asquith di reggere la Camera dei Comuni. Campbell-Bannerman, vedendosi in pericolo, richiese subito nuove elezioni nel 1906 offrendo le posizioni di Cancelliere dello Scacchiere, Segretario di Stato per gli affari esteri e del Commonwealth e Segretario di Stato per la Guerra rispettivamente ad Asquith, Grey e Haldane, incarichi che tutti e tre accettarono subito. Nel suo primo discorso pubblico da primo ministro il 22 dicembre 1905, Campbell-Bannerman lanciò la campagna per le elezioni liberali, focalizzandosi sulle tre parole "pace, austerità e riforme":
"Le spese richiamano le tasse e le tasse devono a loro volta essere riformate. Il militarismo, la stravaganza, il protezionismo sono erbacce che crescono nel medesimo campo e se volete tenere ben pulito il vostro orto dovete rimuoverle tutte. Personalmente non penso che dovremmo continuare a confrontarci con lo spettro del protezionismo così come è stato nella guerra sudafricana. Dipende da noi semmai il combattere per la libera apertura dei nostri porti e per il miglior prezzo nel cibo e nei materiali di modo che si possa dare la massima prosperità al nostro commercio ed al nostro popolo, combattendo poteri, privilegi, ingiustizie e monopoli che si oppongono al trionfo dei principi democratici."
Aiutato dal "Lib-Lab pact" che egli aveva negoziato, i conservatori divisi sul libero commercio e la positiva risposta alla campagna promossa dai liberali trovò questi ultimi ad ottenere molti seggi in parlamento (216 in tutto). Campbell-Bannerman a questo punto poté fare ritorno a Downing Street da primo ministro rafforzato.
Anche se in passato non era in uso, Campbell-Bannerman fu il primo First Lord of the Treasury ad ottenere anche il titolo di primo ministro, uno standard che prosegue sino ai nostri giorni. Nel 1907, in virtù dell'essere il membro del parlamento più anziano, Campbell-Bannerman ottenne il titolo onorifico di Father of the House, unico primo ministro ad aver goduto di tale titolo.

#### Le riforme interne
Dato che i precedenti partiti non avevano dato luogo a riforme sociali di rilievo, il governo di Campbell-Bannerman introdusse dei cambiamenti che stupirono l'elettorato. come primo ministro, Campbell-Bannerman spostò la posizione dei liberali dal "laissez-faire" verso una visione più collettivista. Come già succedeva sotto le leadership precedenti, il governo dei liberali apparve ora più progressista e si opponeva al liberalismo gladstoniano che era in declino. In sostanza il governo Campbell-Bannerman introdusse le mense scolastiche gratuite, pensioni di stato e leggi decisamente più libere sotto l'aspetto delle trade unions, rivolgendosi anche agli insolventi ed ai cattivi pagatori, impegnandosi per un'assistenza sanitaria gratuita. Come primo ministro Campbell-Bannerman riuscì a far passare il 1907 Probation Act, che stabilì il lavoro in comunità per i giovani criminali anziché il carcere e promulgò la Children's Charter che gettò la base per il lavoro dei più giovani, includendo anche clausole di punizione in caso di negligenza al lavoro. Venne inoltre reso illegale per i bambini l'acquisto di alcool, tabacco e fuochi d'artificio e divennero obbligatorie regolari ispezioni sanitarie ove si trovassero bambini. Così facendo Campbell-Bannerman portò le prime vere riforme liberali del XX secolo nel Regno Unito inaugurando un clima di welfare state. L'importanza di queste riforme gli viene ancora oggi riconosciuta da molti storici al punto che Campbell-Bannerman viene da alcuni riconosciuto quale "primo Primo Ministro radicale del Regno Unito".

#### Gli affari esteri
La premiership di Campbell-Bannerman vide un'intesa con la Russia nel 1907 che venne portata avanti essenzialmente dal Segretario di Stato per gli Affari Esteri, Sir Edward Grey. Nel gennaio del 1906 Grey iniziò inoltre le trattative con la Francia per l'assistenza nell'ambito della prima guerra mondiale e questa fu l'origine del corpo spedizionario britannico che giunse sul suolo francese nel 1914 e che prese pertanto parte agli scontri della Grande Guerra con la Germania. Si può dire che questa spedizione ebbe luogo senza che gran parte del gabinetto di governo ne fosse informato perché Grey sapeva che i membri più radicali come Lord Loreburn, Lord Morley e Lord Bryce si sarebbero opposti ad una simile azione di cooperazione con la Francia.
Campbell-Bannerman visitò la Francia nell'aprile del 1907 ed incontrò il primo ministro radicale Georges Clemenceau. Clemenceau credeva che gli inglesi avrebbero aiutato la Francia nel corso della guerra con la Germania ma Campbell-Bannerman gli disse che questo non era il principale scopo diretto dell'Inghilterra. Poco dopo Violet Cecil incontrò Clemenceau e riportò le impressioni dell'incontro tra lui e Campbell-Bannerman:
Clemenceau disse..."mi sono opposto completamente a voi; entrambi riconosciamo un grande pericolo e voi riducete il vostro esercito e indebolite la vostra marina". "Ah" disse Campbell-Bannerman "ma questo è per economia!"...[Clemenceau] dunque replicò che egli credeva che l'Inghilterra avrebbe prestato un servizio militare amichevole ad una nazione vicina..."Siamo giunti a questo" disse Clemenceau "credendo nel vostro supporto contro la Germania, ma siete pronti davvero a rispettare i piani che abbiamo discusso col vostro Ufficio di Guerra e a far sbarcare 110.000 uomini sulle nostre coste mentre l'Italia marcia a fianco delle nostre armate?" E qui si giunse al picco dell'intervista. "I sentimenti del popolo inglese sono totalmente avversi a qualsiasi tentativo di far sbarcare truppe inglesi nel continente in qualsiasi circostanza."
John Wilson, biografo di Campbell-Bannerman, descrisse l'incontro come "uno scontro tra due filosofie fondamentalmente differenti". Un giornalista liberale e amico di Campbell-Bannerman, F. W. Hirst, disse che Campbell-Bannerman "aveva capito che la French Entente stava per essere riconvertita nel vecchio bilanciamento dei poteri in Europa che aveva coinvolto la Gran Bretagna in molte guerre sul continente. Il fatto che Grey e Haldane non abbiano informato il gabinetto di governo lascia esterrefatti; un vero apostolo della pace come Sir Henry Campbell-Bannerman avrebbe dovuto essere informato del pericolo dai suoi colleghi è assolutamente fuori discussione, ma sono comunque contento per concludere di assicurare che nei giorni del trionfo di questo leader liberale egli ha saputo comunque mantenersi all'esterno di conflitti".
Il governo di Campbell-Bannerman garantì agli stati boeri, il Transvaal e l'Orange, l'autogoverno nei confronti dell'Impero britannico attraverso un Order in Council che baypassò la Camera dei Lords che certamente si sarebbe opposta. Questo portò alla creazione dell'Unione del Sud Africa nel 1910. Il primo ministro sudafricano, il generale Louis Botha, era convinto che l'"atto firmato da Campbell-Bannerman aveva riportato il bilanciamento della guerra anglo-boera e che comunque aveva dato pieni poteri al governo sudafricano". Il generale boero Jan Smuts scrisse a David Lloyd George nel 1919: "La mia esperienza in Sud Africa mi ha reso particolarmente magnanimo in politica, e i vostri sforzi e quelli di Campbell-Bannerman rimangono non solo i più nobili ma anche le migliori pagine di storia politica britannica scritte di recente". Ad ogni modo non mancarono le critiche degli unionisti come Lord Milner che nell'agosto del 1907 dichiarò: "Il popolo qui - non solo i liberali - sembra essere deliziato e pensa che sia stupendo aver ridato il Sud Africa ai Boeri. Io penso che sia tutta una pazzia".

### Il ritiro dalla politica e la morte

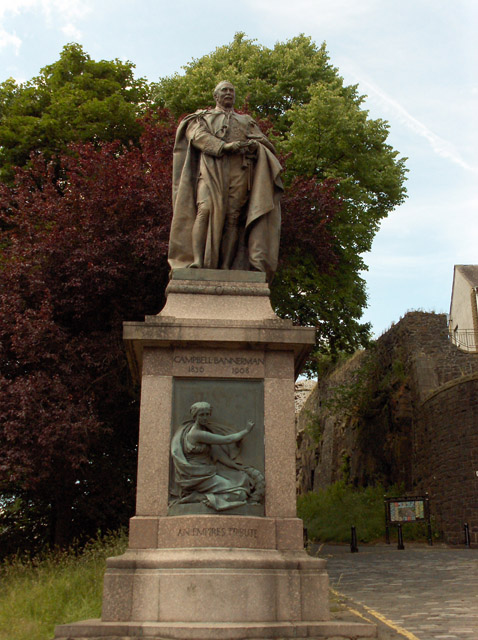
Statua di Henry Campbell-Bannerman eretta a Stirling.

Poco dopo essere divenuto decano della Camera (Father of the House) nel 1907, la salute di Campbell-Bannerman iniziò a peggiorare. Dopo una serie di attacchi cardiaci di cui il più serio nel novembre del 1907, egli iniziò a pensare di non essere in grado di sopravvivere sino alla fine del proprio incarico. Egli dunque diede le proprie dimissioni da primo ministro il 3 aprile 1908 e gli succedette il suo Cancelliere dello Scacchiere, Herbert Asquith. Campbell-Bannerman rimase membro del parlamento e leader del partito liberale e continuò a vivere al numero 10 di Downing Street. Ad ogni modo la sua salute peggiorò velocemente e Campbell-Bannerman morì il 22 aprile 1908. Le sue ultime parole furono "Questa non è la fine per me". Campbell-Bannerman venne quindi sepolto nella chiesa di Meigle, nel Perthshire, presso il Castello di Belmont, sua residenza dal 1887.

## Ascendenza
|                          |                   |                   | Genitori           |  |  | Nonni |  |  | Bisnonni       |  |  | Trisnonni              |  |
|                          |                   |                   |                    |  |  |       |  |  | James Campbell |  |  | Daniel McOran Campbell |  |
|                          |                   |                   |                    |  |  |       |  |  | James Campbell |  |  | Daniel McOran Campbell |  |
|                          |                   | Agnes Haldane     |                    |  |  |       |  |  | James Campbell |  |  |                        |  |
| James Campbell           |                   |                   |                    |  |  |       |  |  | James Campbell |  |  |                        |  |
|                          |                   | Janet McKerracher | …                  |  |  |       |  |  |                |  |  |                        |  |
|                          |                   | Janet McKerracher | …                  |  |  |       |  |  |                |  |  |                        |  |
|                          |                   | Janet McKerracher | …                  |  |  |       |  |  |                |  |  |                        |  |
| James Campbell           |                   | Janet McKerracher |                    |  |  |       |  |  |                |  |  |                        |  |
|                          |                   | John Forrester    | Robert Forrester   |  |  |       |  |  |                |  |  |                        |  |
|                          |                   | John Forrester    | Robert Forrester   |  |  |       |  |  |                |  |  |                        |  |
|                          |                   | John Forrester    | Margaret Graham    |  |  |       |  |  |                |  |  |                        |  |
| Helen Forrester          |                   | John Forrester    |                    |  |  |       |  |  |                |  |  |                        |  |
|                          |                   | Helen Shaw        | Alexander Shaw     |  |  |       |  |  |                |  |  |                        |  |
|                          |                   | Helen Shaw        | Alexander Shaw     |  |  |       |  |  |                |  |  |                        |  |
|                          |                   | Helen Shaw        | Helen McCulloch    |  |  |       |  |  |                |  |  |                        |  |
| Henry Campbell-Bannerman |                   | Helen Shaw        |                    |  |  |       |  |  |                |  |  |                        |  |
|                          | William Bannerman | …                 |                    |  |  |       |  |  |                |  |  |                        |  |
|                          | William Bannerman | …                 |                    |  |  |       |  |  |                |  |  |                        |  |
|                          | William Bannerman | …                 |                    |  |  |       |  |  |                |  |  |                        |  |
| Henry Bannerman          | William Bannerman |                   |                    |  |  |       |  |  |                |  |  |                        |  |
|                          |                   | Janet Lawson      | …                  |  |  |       |  |  |                |  |  |                        |  |
|                          |                   | Janet Lawson      | …                  |  |  |       |  |  |                |  |  |                        |  |
|                          |                   | Janet Lawson      | …                  |  |  |       |  |  |                |  |  |                        |  |
| Janet Bannerman          |                   | Janet Lawson      |                    |  |  |       |  |  |                |  |  |                        |  |
|                          |                   | David Motherwell  | David Motherwell   |  |  |       |  |  |                |  |  |                        |  |
|                          |                   | David Motherwell  | David Motherwell   |  |  |       |  |  |                |  |  |                        |  |
|                          |                   | David Motherwell  | …                  |  |  |       |  |  |                |  |  |                        |  |
| Janet Motherwell         |                   | David Motherwell  |                    |  |  |       |  |  |                |  |  |                        |  |
|                          |                   | Amelia Monteath   | Alexander Monteath |  |  |       |  |  |                |  |  |                        |  |
|                          |                   | Amelia Monteath   | Alexander Monteath |  |  |       |  |  |                |  |  |                        |  |
|                          |                   | Amelia Monteath   | Elizabeth Monteath |  |  |       |  |  |                |  |  |                        |  |
|                          |                   | Amelia Monteath   |                    |  |  |       |  |  |                |  |  |                        |  |